# Jewgienij Tomaszewski
Jewgienij Jurjewicz Tomaszewski, ros. Евгений Юрьевич Томашевский (ur. 1 lipca 1987 w Saratowie) – rosyjski szachista, arcymistrz od 2005 roku.

## Kariera szachowa
Wielokrotnie reprezentował Rosję na mistrzostwach świata i Europy juniorów w różnych kategoriach wiekowych, trzykrotnie zdobywając medale: srebrny (Heraklion 2004 – MŚ do 18 lat) i dwa brązowe (Tallinn 1997 – ME do 10 lat oraz Kallithea 2003 – MŚ do 16 lat).
Normy na tytuł arcymistrza wypełnił w Pardubicach (2001), Saratowie (2004, dz. I m. wspólnie z Nurłanem Ibrajewem) oraz Sierpuchowie (2004, II m. za Aleksandrem Zubariewem). Do innych jego indywidualnych sukcesów należą:
- dz. I m. w Kazaniu (2003, wspólnie z Borysem Sawczenko i Nikita Witiugowem),
- dz. II m. w Pardubicach (2006, za Stanisławem Nowikowem, wspólnie z m.in. Vlastimilem Babulą, Władimirem Potkinem i Grzegorzem Gajewskim),
- dz. I m. Saratowie (2006, wspólnie z Emilem Sutowskim i Ołeksandrem Moisejenką),
- dz. II m. w Moskwie (2007, turniej Aerofłot Open-A, za Jewgienijem Aleksiejewem, wspólnie z Dmitrijem Jakowienko, Ni Hua i Wang Yue),
- III m. w Moskwie (2007, indywidualne mistrzostwa Rosji, za Aleksandrem Moroziewiczem i Aleksandrem Griszczukiem),
- awans do półfinału Pucharu Rosji w Sierpuchowie (2007, porażka z Wadimem Zwiagincewem),
- awans do III rundy Pucharu Świata w Chanty-Mansyjsku (2007, porażka z Rusłanem Ponomariowem)[3],
- I m. w indywidualnych mistrzostwach Europy w Budvie (2009, w dogrywce o złoty medal zwycięstwo nad Władimirem Małachowem)[4],
- dz. I m. w turnieju Aerofłot Open w Moskwie (2011, wspólnie z Lê Quang Liêmem i Nikitą Witiugowem),
- II m. w Saratowie (2011, za Aleksandrem Moroziewiczem),
- I m. w turnieju FIDE Grand Prix w Tbilisi (2015)[5].

Wielokrotny reprezentant Rosji w turniejach drużynowych, m.in.:
- dwukrotnie na olimpiadach szachowych (w latach 2010, 2012); medalista: wspólnie z drużyną – srebrny (2012)[6],
- na drużynowych mistrzostwach świata (w roku 2010); medalista: wspólnie z drużyną – złoty (2010)[7],
- dwukrotnie na drużynowych mistrzostwach Europy (w latach 2009, 2013); dwukrotny medalista: wspólnie z drużyną – srebrny (2009) i brązowy (2013)[8].

Najwyższy ranking w dotychczasowej karierze osiągnął 1 września 2015 r., z wynikiem 2758 punktów zajmował wówczas 13. miejsce na światowej liście FIDE, jednocześnie zajmując 4. miejsce wśród rosyjskich szachistów.